# مزار بوری‌آباد
مزار بوری آباد مربوط به دوره صفوی است و در شهرستان تربت حیدریه، بخش مرکزی، روستای بوری آباد واقع شده و این اثر در تاریخ ۵ تیر ۱۳۸۴ با شمارهٔ ثبت ۱۱۹۰۸ به‌عنوان یکی از آثار ملی ایران به ثبت رسیده است.